# كتاب أدب
كتاب الأدب أو سِفر التهذيب دليل تعليمي للمعرفة لأفراد الحاشية للتعامل مع مسائل الآداب والسلوك المقبول اجتماعيًا والأخلاق الشخصية، مع التركيز خصوصًا على الحياة في البلاط الملكي؛ يعود تاريخ هذا النوع من أدب التهذيب إلى القرن الثالث عشر. ومن الأمثلة العربية على هذه الكتب الأدب والمروءة لصالح بن جناح الربيعي.